# Elefántcsontpart az olimpiai játékokon
Elefántcsontpart 1964-ben szerepelt első alkalommal az olimpiai játékokon, és azóta az 1980-as játékokat kivéve minden nyári sportünnepen részt vett, azonban nem képviseltette még magát a téli olimpiai játékokon.
Elefántcsontpart három sportolója nyert eddig olimpiai érmet: Gabriel Tiacoh ezüstérmet szerzett 1984-ben 400 méteres síkfutásban, Ruth Gbagbi taekwondo női 67 kg-ban bronzérmes, míg Cheick Salla Cissé taekwondo férfi 80 kg-ban aranyérmes lett 2016-ban, ezzel ő lett az afrikai ország első olimpiai bajnoka.
Az Elefántcsontparti Nemzeti Olimpiai Bizottság 1962-ben alakult meg, a NOB 1963-ban vette fel tagjai közé.

## Érmesek
| Érem  | Név                 | Olimpia              | Sport     | Versenyszám  |
| ----- | ------------------- | -------------------- | --------- | ------------ |
| Ezüst | Gabriel Tiacoh      | 1984, Los Angeles    | Atlétika  | Férfi 400 m  |
| Bronz | Ruth Gbagbi         | 2016, Rio de Janeiro | Taekwondo | Női 67 kg    |
| Arany | Cheick Sallah Cisse | 2016, Rio de Janeiro | Taekwondo | Férfi 80 kg  |
| Bronz | Ruth Gbagbi         | 2020, Tokió          | Taekwondo | Női 67 kg    |
| Bronz | Cheick Sallah Cisse | 2024, Párizs         | Taekwondo | Férfi +80 kg |

## Éremtáblázatok

### Érmek a nyári olimpiai játékokon
| Olimpia              | Arany          | Ezüst          | Bronz          | Összesen       |
| 1964, Tokió          | 0              | 0              | 0              | 0              |
| 1968, Mexikóváros    | 0              | 0              | 0              | 0              |
| 1972, München        | 0              | 0              | 0              | 0              |
| 1976, Montréal       | 0              | 0              | 0              | 0              |
| 1980, Moszkva        | nem vett részt | nem vett részt | nem vett részt | nem vett részt |
| 1984, Los Angeles    | 0              | 1              | 0              | 1              |
| 1988, Szöul          | 0              | 0              | 0              | 0              |
| 1992, Barcelona      | 0              | 0              | 0              | 0              |
| 1996, Atlanta        | 0              | 0              | 0              | 0              |
| 2000, Sydney         | 0              | 0              | 0              | 0              |
| 2004, Athén          | 0              | 0              | 0              | 0              |
| 2008, Peking         | 0              | 0              | 0              | 0              |
| 2012, London         | 0              | 0              | 0              | 0              |
| 2016, Rio de Janeiro | 1              | 0              | 1              | 2              |
| 2020, Tokió          | 0              | 0              | 1              | 1              |
| 2024, Párizs         | 0              | 0              | 1              | 1              |
| Összesen             | 1              | 1              | 3              | 5              |

## Érmek sportáganként

### Érmek a nyári olimpiai játékokon sportáganként
| Elefántcsontpart érmei a nyári olimpiai játékokon sportáganként | Elefántcsontpart érmei a nyári olimpiai játékokon sportáganként | Elefántcsontpart érmei a nyári olimpiai játékokon sportáganként | Elefántcsontpart érmei a nyári olimpiai játékokon sportáganként | Az olimpiai zászlaja |

| Sportág   | Arany | Ezüst | Bronz | Összesen |
| --------- | ----- | ----- | ----- | -------- |
| Taekwondo | 1     | 0     | 3     | 4        |
| Atlétika  | 0     | 1     | 0     | 1        |
| Összesen  | 1     | 1     | 3     | 5        |